# Ahlon
L’ahlon, ou igo, est une langue nigéro-congolaise de la branche des langues kwa et est parlée dans la Région des Plateaux au Togo par environ 7600 locuteurs recensés en 2012. 

## Caractéristiques linguistiques
L'ahlon présente plusieurs variations dialectales et est souvent désigné par différents noms, tels que achlo, ahlõ, ahlo, ahlon-bogo, ahonlan et anlo. Ces variations reflètent les différences culturelles et régionales au sein des communautés qui parlent cette langue.

## Situation sociolinguistique
La langue ahlon est un élément essentiel du patrimoine culturel togolais. Sa préservation et sa promotion sont cruciales pour maintenir l'identité linguistique et culturelle des locuteurs. Des efforts sont nécessaires pour soutenir son enseignement et son usage dans les médias et les institutions éducatives.